# Jü-lin (Šen-si)
Jü-lin (čínsky pchin-jinem Yúlín, znaky 榆林) je městská prefektura v Čínské lidové republice. Patří k provincii Šen-si.
Celá prefektura má rozlohu 42 943 čtverečních kilometrů a roku 2020 v ní žilo 3,6 milionu obyvatel.
V říši Ming (konec 14. – polovina 17. století) byl Jü-lin důležitým centrem pohraniční obrany – sídlem početné posádky a vojenského obvodu Jen-suej. Z té doby se zachovalo městské opevnění, mezi jiným strážní věž Čen-pej-tchaj.

## Poloha
Jü-lin je nejsevernější prefekturou provincie Šen-si. Na jihu hraničí s Jen-anem, na východě s provincií Šan-si, na severu s Vnitřním Mongolskem a na západě s autonomní oblastí Ning-sia.
Na sever a severozápad od Jü-linu leží poušť Ordos.

## Administrativní členění
Městská prefektura Jü-lin se člení na dvanáct celků okresní úrovně, a sice dva městské obvody, jeden městský okres a devět okresů.
| Jü-jang Cheng-šan městský okres · Šen-mu okres · Fu-ku okres · Ťing-pien okres · Ting-pien okres · Suej-te okres · Mi-č’ okres · Ťia 1 okres · Čching-ťien okres · C’-čou 1. okres Wu-pu |        |                       |                    |                                  |
| Název | Název  | Počet obyvatel (2020) | Rozloha km² (2020) | Hustota zalidnění (obyv. na km²) |
| český přepis | znaky  | Počet obyvatel (2020) | Rozloha km² (2020) | Hustota zalidnění (obyv. na km²) |
| Městské obvody |        |                       |                    |                                  |
| Jü-jang | 榆阳区 | 967 639               | 6 818              | 142                              |
| Cheng-šan | 横山区 | 283 918               | 4 299              | 66                               |
| Městský okres |        |                       |                    |                                  |
| Šen-mu | 神木市 | 571 869               | 7 482              | 76                               |
| Okresy |        |                       |                    |                                  |
| Fu-ku | 府谷县 | 255 397               | 3 201              | 78                               |
| Ťing-pien | 靖边县 | 389 002               | 4 973              | 78                               |
| Ting-pien | 定边县 | 339 077               | 6 825              | 50                               |
| Suej-te | 绥德县 | 255 294               | 1 853              | 138                              |
| Mi-č’ | 米脂县 | 141 324               | 1 168              | 121                              |
| Ťia | 佳县   | 113 035               | 2 028              | 56                               |
| Wu-pu | 吴堡县 | 53 938                | 421                | 128                              |
| Čching-ťien | 清涧县 | 115 645               | 1 850              | 63                               |
| C’-čou | 子洲县 | 138 612               | 2 026              | 68                               |
| |        |                       |                    |                                  |
| Celkem | Celkem | 3 624 750             | 42 943             | 84                               |

## Partnerská města
- Baytown, Texas, Spojené státy americké